# Izumi Ashikawa
Pour les articles homonymes, voir Ashikawa.
Izumi Ashikawa (芦川いづみ, Ashikawa Izumi), née le 6 octobre 1935 à Tokyo, est une actrice japonaise.

## Biographie
Izumi Ashikawa apparaît pour la première fois devant la caméra dans Tōkyō madamu to Ōsaka fujin, de Yūzō Kawashima en 1953. Elle entre à la Nikkatsu en 1955.

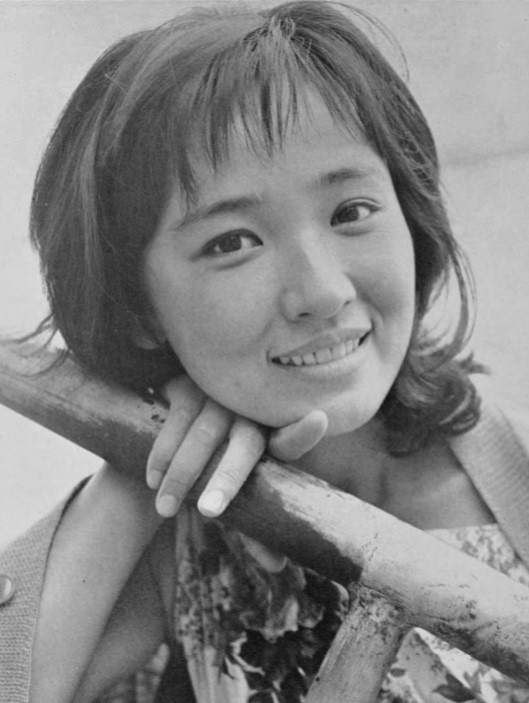
Izumi Ishikawa en 1962.

Elle se marie en 1968 avec l'acteur Tatsuya Fuji et met fin à sa carrière au cinéma,.
Izumi Ashikawa est apparue plus de 100 films entre 1953 et 1968.

## Filmographie partielle

Izumi Ashikawa et Eisuke Takizawa sur le tournage de Inoru hito (1959).

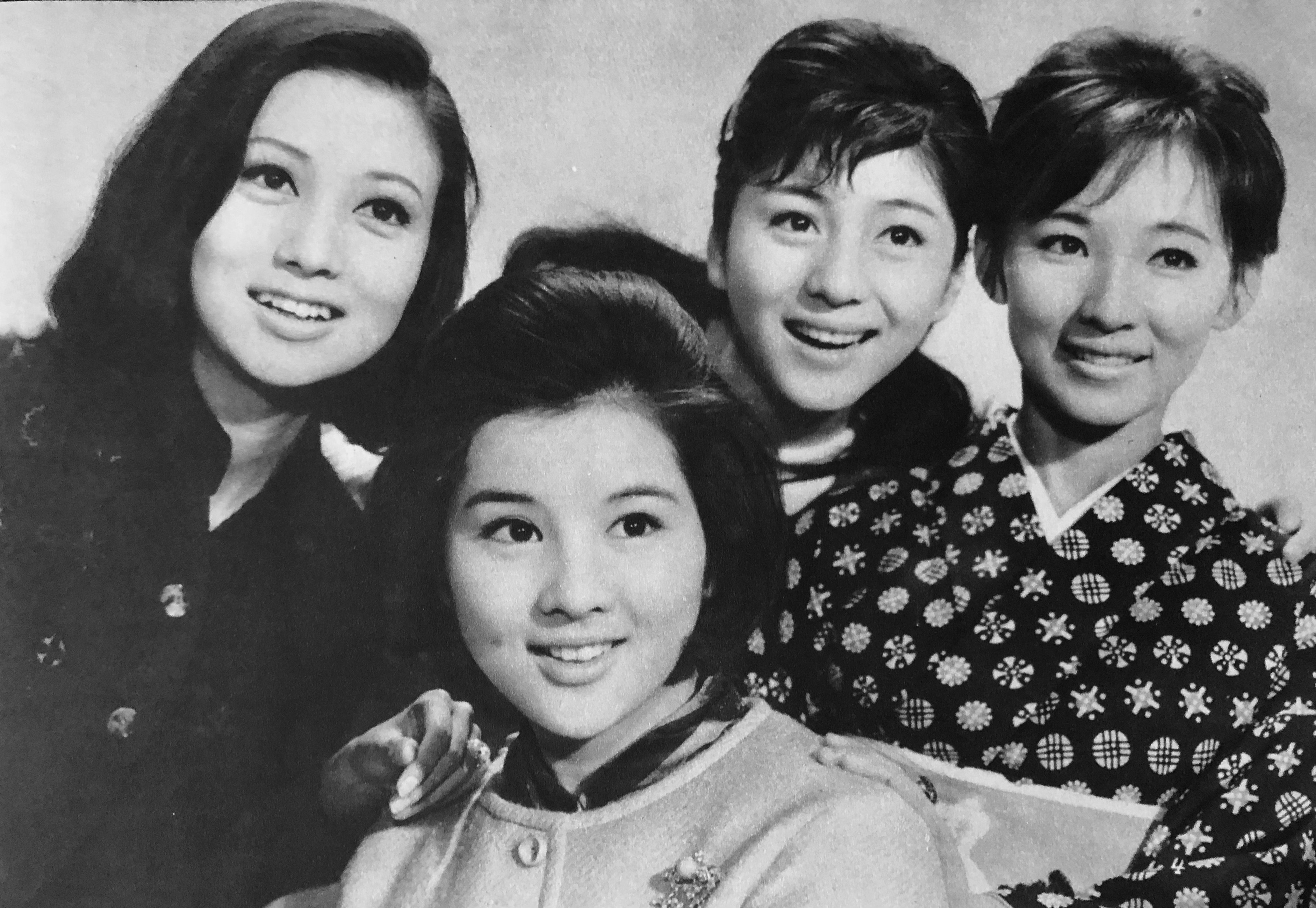
Ruriko Asaoka, Sayuri Yoshinaga, Masako Izumi et Izumi Ashikawa dans Wakakusa monogatari (1965).

### Années 1950
- 1953 : Tōkyō madamu to Ōsaka fujin (東京マダムと大阪夫人?) de Yūzō Kawashima
- 1955 : Histoire de fantômes de la jeunesse (青春怪談, Seishun kaidan?) de Kon Ichikawa
- 1955 : Haru no yo no dekigoto (春の夜の出来事?) de Katsumi Nishikawa
- 1955 : Wakaki tamashī no kiroku: Nanatsu botan (若き魂の記録 七つボタン?) de Takumi Furukawa
- 1955 : Sara no hana no toge (沙羅の花の峠?) de Sō Yamamura
- 1955 : Miseinen (未成年?) d'Umetsugu Inoue
- 1955 : Zoku keisatsu nikki (続警察日記?) de Seiji Hisamatsu
- 1956 : Uramachi no otenba musume (裏町のお転婆娘?) d'Umetsugu Inoue
- 1956 : Fūsen (風船?) de Yūzō Kawashima
- 1956 : Shi no jūjiro (死の十字路?) d'Umetsugu Inoue
- 1956 : Tōkyō no hito (東京の人 前後篇?) de Katsumi Nishikawa
- 1956 : Kuro obi ujō: Hana to arashi (黒帯有情 花と嵐?) d'Eisuke Takizawa
- 1956 : Le Prix des larmes, l'histoire de Nayoriiwa (名寄岩 涙の敢闘賞, Nayoroiwa: Namida no kantōshō?) d'Isamu Kosugi
- 1956 : Shiawase wa doko ni (しあわせはどこに?) de Katsumi Nishikawa
- 1956 : Le Paradis de Suzaki (洲崎パラダイス 赤信号, Suzaki Paradaisu: Akashingō?) de Yūzō Kawashima : Tamako
- 1956 : Nake, Nippon kokumin: Saigo no sentōki (泣け、日本国民 最後の戦闘機?) de Haruyasu Noguchi
- 1956 : La Voiture d'enfant (乳母車, Ubaguruma?) de Tomotaka Tasaka
- 1956 : Ningen gyorai shitsugekisu (人間魚雷出撃す?) de Takumi Furukawa
- 1957 : Otemba san'nin shimai: Odoru taiyō (お転婆三人姉妹 踊る太陽?) d'Umetsugu Inoue
- 1957 : Kodoku no hito (孤独の人?) de Katsumi Nishikawa
- 1957 : Muhō ichidai (「廓」より 無法一代?) d'Eisuke Takizawa
- 1957 : Inochi mo koi mo (命も恋も?) d'Isamu Kosugi
- 1957 : Chronique du soleil à la fin de l'ère Edo (幕末太陽伝, Bakumatsu taiyōden?) de Yūzō Kawashima
- 1957 : Shiroi natsu (白い夏?) de Buichi Saitō
- 1957 : Tentations (誘惑, Yūwaku?) de Kō Nakahira
- 1957 : L'Homme de la tempête (嵐を呼ぶ男, Arashi o yobu otoko?) d'Umetsugu Inoue : Midori Shima
- 1958 : Kajin (佳人?) d'Eisuke Takizawa
- 1958 : Une ruelle sous le soleil (陽のあたる坂道, Hi no ataru sakamichi?) de Tomotaka Tasaka
- 1958 : Utsukushii anju-san (美しい庵主さん?) de Katsumi Nishikawa
- 1958 : Chi to ai no shuppatsu (知と愛の出発?) de Buichi Saitō
- 1958 : Le Désert de Ginza (銀座の砂漠, Ginza no sabaku?) de Yutaka Abe
- 1958 : Kanzen na yūgi (完全な遊戯?) de Toshio Masuda
- 1958 : Les Ailes rouges (紅の翼, Kurenai no tsubasa?) de Kō Nakahira
- 1959 : Le Cours du jeune fleuve (若い川の流れ, Wakai kawa no nagare?) de Tomotaka Tasaka
- 1959 : Inoru hito (祈るひと?) d'Eisuke Takizawa
- 1959 : Tōkyō no kodoku (東京の孤独?) d'Umetsugu Inoue
- 1959 : Le Mur du silence (その壁を砕け, Sono kabe o kudake?) de Kō Nakahira
- 1959 : Yuganda tsuki (ゆがんだ月?) d'Akinori Matsuo
- 1959 : Kaze no aru michi (風のある道?) de Katsumi Nishikawa
- 1959 : Shimizu no abarenbō (清水の暴れん坊?) d'Akinori Matsuo
- 1959 : Iō-tō (硫黄島?) de Jūkichi Uno
- 1959 : Daigaku no abarenbō (大学の暴れん坊?) de Takumi Furukawa
- 1959 : Otoko ga inochi o kakeru toki (男が命を賭ける時?) d'Akinori Matsuo

### Années 1960
- 1960 : Yakuza no uta (やくざの詩?) de Toshio Masuda
- 1960 : Kyanpasu 110-ban: Gakusei yarō to musumetachi (「キャンパス１１０番」より 学生野郎と娘たち?) de Kō Nakahira
- 1960 : Ajisai no uta (あじさいの歌?) d'Eisuke Takizawa
- 1960 : L'Arbre de la jeunesse (青年の樹, Seinen no ki?) de Toshio Masuda
- 1960 : Kenka Tarō (喧嘩太郎?) de Toshio Masuda
- 1960 : Ashita hareru ka (あした晴れるか?) de Kō Nakahira
- 1960 : Koruto ga senaka o neratteru (コルトが背中を狙ってる?) de Takumi Furukawa
- 1961 : Machi kara machi e tsumujikaze (街から街へつむじ風?) d'Akinori Matsuo
- 1961 : Le Général sans merci (無鉄砲大将, Muteppō taishō?) de Seijun Suzuki
- 1961 : Rokudenashi yarō (ろくでなし野郎?) d'Akinori Matsuo
- 1961 : L'Homme à la mitraillette (散弾銃（ショットガン）の男, Shotgun no otoko?) de Seijun Suzuki
- 1961 : Le Matin de la vie (いのちの朝, Inochi no asa?) de Yutaka Abe
- 1961 : Lui et moi (あいつと私, Aitsu to watashi?) de Kō Nakahira
- 1961 : Tempête sur l'Arabie (アラブの嵐, Arabu no arashi?) de Kō Nakahira
- 1962 : Otoko to otoko no ikiru machi (男と男の生きる街?) de Toshio Masuda
- 1962 : Kimagure tosei (気まぐれ渡世?) de Katsumi Nishikawa
- 1962 : Seinen no isu (青年の椅子?) de Katsumi Nishikawa
- 1962 : Aoi machi no ōkami (青い街の狼?) de Takumi Furukawa
- 1962 : Un type méprisable (憎いあンちくしょう, Nikui an-chikushō?) de Koreyoshi Kurahara
- 1962 : Garasu no jonī: Yajū no yō ni miete (硝子のジョニー 野獣のように見えて?) de Koreyoshi Kurahara
- 1962 : Kinmontō ni kakeru hashi (金門島にかける橋?) d'Akinori Matsuo
- 1962 : Shirobanba (しろばんば?) d'Eisuke Takizawa
- 1963 : Aoi sanmyaku (青い山脈?) de Katsumi Nishikawa
- 1963 : Seishun o kaese (青春を返せ?) de Motomu Ida
- 1964 : Seijuku suru kisetsu (成熟する季節?) de Buichi Saitō
- 1964 : Kon'nichiwa akachan (こんにちは赤ちゃん?) de Motomu Ida
- 1964 : Shutsugeki (出撃?) d'Eisuke Takizawa
- 1964 : Le Joueur (鉄火場破り, Tekkaba yaburi?) de Buichi Saitō
- 1964 : Dévotion ardente (執炎, Shūen?) de Koreyoshi Kurahara
- 1964 : Wakakusa monogatari (若草物語?) de Kenjirō Morinaga
- 1965 : L'Archipel du Japon (日本列島, Nihon rettō?) de Kei Kumai
- 1965 : Kekkon sōdan (結婚相談?) de Kō Nakahira
- 1965 : Yottsu no koi no monogatari (四つの恋の物語?) de Katsumi Nishikawa
- 1966 : Genji monogatari (源氏物語?) de Tetsuji Takechi
- 1966 : Nippon ninkyō-den: Chimatsuri kenkajō (日本仁侠伝 血祭り喧嘩状?) de Toshio Masuda
- 1966 : Yoru no bara o kese (夜のバラを消せ?) de Toshio Masuda
- 1966 : Cœur de Hiroshima (愛と死の記録, Ai to shi no kiroku?) de Koreyoshi Kurahara
- 1966 : Futeki na aitsu (不敵なあいつ?) de Shōgorō Nishimura
- 1966 : Arashi o yobu otoko (嵐を呼ぶ男?) de Toshio Masuda
- 1967 : Kigeki: Ōburoshiki (喜劇 大風呂敷?) de Kō Nakahira
- 1967 : Kimi wa koibito (君は恋人?) de Buichi Saitō
- 1968 : Daikanbu: Burai (大幹部 無頼?) de Keiichi Ozawa : Mlle Kurohata
- 1968 : Kotō no taiyō (孤島の太陽?) de Kenji Yoshida